# Шэян
Шэя́н (кит. упр. 射阳, пиньинь Shèyáng) — уезд городского округа Яньчэн провинции Цзянсу (КНР).

## История
Во время Второй мировой войны эти находившиеся в японском тылу земли были взяты под контроль партизанами-коммунистами из Новой 4-й армии, которые стали создавать собственные административные структуры. В 1941 году в восточной части уезда Фунин был создан уезд Шэян, который после образования КНР вошёл в состав Специального района Яньчэн (盐城专区).
В 1970 году Специальный район Яньчэн был переименован в Округ Яньчэн (盐城地区).
В 1983 году Округ Яньчэн был преобразован в городской округ Яньчэн.

## Административное деление
Уезд делится на 13 посёлков.

## Экономика
Уезд является крупным производителем риса. 